# Csávolszky Lajos
Csávolszky Lajos (Buják, 1838. június 3. – Budapest, 1909. március 13.) magyar politikus, újságíró, országgyűlési képviselő és az Egyetértés című napilap szerkesztő-tulajdonosa.

## Pályája
1851-től Pesten, később Győrött végezte a gimnáziumot. Tanulóéveiben verseivel, íráskészségével tűnt ki. Iskolái befejezése után szépirodalommal kezdett foglalkozni, de az 1860-as évek mozgalmai hatására újságíró lett. Scorpio név alatt A Honba írt cikkeket, majd amikor Csernátony Lajos  kivált A Honból és 1869-ben megalapította az Ellenőr című lapot, Csávolszky is vele ment és a lap főmunkatársa lett. Cikkeivel a Deák-párt ellen lépett fel; egyik cikkéért sajtópert indítottak ellene és pár havi fogságra ítélték. Váci fogsága után, 1872-ben Mezőtúron országgyűlési képviselővé választották; e kerületet négyszer képviselte, azután 1887-től Poroszló, 1892-től Fülöpszállás országgyűlési képviselője volt.
Szerkesztette a Baloldal című napilapot (1874. január–március), majd 1874 áprilisától annak folytatását, az Egyetértést, melynek szerkesztője és kiadó-tulajdonosa is volt. Tisza Kálmán balközép politikájától átállt a függetlenségi és negyvennyolcas csoporthoz, lapját évtizedekig tekintették a liberális Kossuth-párti politika egyik vezető sajtóorgánumának. Közéleti tekintélye egyre nőtt, sikeres üzleti vállalkozónak is bizonyult, értékes ingatlanokat szerzett. Merész üzletkötései miatt azonban az 1890-es években lassanként tönkrement, 1899-ben az Egyetértéstől is megvált, majd visszavonult a parlamenti élettől.
Költeményei többek között Az Üstökös, a Vasárnapi Ujság (1860), a Divatcsarnok (1861–1863), a Hölgyfutár (1861), a Fővárosi Lapok (1866) című lapokban jelentek meg.

## Munkái
- Ami a baloldalon történik (Budapest, 1873)
- Vezérembereink (Budapest., 1900)
- A kiegyezkedés (Budapest., 1902)
- Királyunk és tanácsosai (Budapest, 1902)
- A hitehagyottak (Budapest, 1907)
- Az árulás története (Budapest, 1908)

Győri Elekkel együtt lefordította id. Alexandre Dumas A jávai orvos című regényét (Győr, 1862).